# R-U-Dead-Yet
R-U-Dead-Yet (R.U.D.Y.) ist ein von Hackern genutztes Denial of Service (DoS)-Tool, um Angriffe mittels langer und langsamer POST-Anfragen auf einen Zielserver durchzuführen. Aus der Benutzerperspektive ist RUDY ein sehr benutzerfreundliches Tool mit einem interaktiven Konsolenmenü.

## Funktionsweise

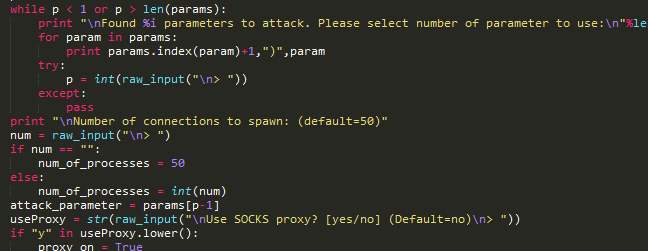
Rudy-Skript

R-U-Dead-Yet ist ein DDoS-Angriffswerkzeug, das speziell für HTTP-DoS-Angriffe entwickelt wurde. Das Prinzip hinter RUDY ist das Senden von langen Formularfeldern auf einen Zielserver. RUDY nimmt als Eingabe eine URL und erkennt alle Formulare innerhalb der URL. Neben der automatischen Erkennung von Webformularen erlauben die meisten RUDY-Werkzeuge dem Angreifer auch anzugeben, welche Webformulare angegriffen werden sollen. RUDY öffnet daraufhin zu der Website wenige Verbindungen, die für längere Zeit online sind. Diese werden solange online gehalten, wie es möglich ist. Der Server erhält somit viele Anfragen, die er beantworten muss, sodass er für einen authentischen Besucher nicht zur Verfügung steht. Die Daten werden in kleinen Paketen mit sehr langsamer Geschwindigkeit gesendet; Normalerweise gibt es eine Lücke von zehn Sekunden zwischen jedem Byte, diese Intervalle sind jedoch nicht definitiv und können variieren, um die Erkennung der Attacke abzuwenden. Im Vergleich überschwemmen andere DoS-Angriffe die Opfer-Server, indem diese den Datenverkehr ungewöhnlich erhöhen.
Auswirkungen einer solchen Attacke auf die Opfer-Server sind beispielsweise drastisch langsame Netzwerkverbindungen und Netzwerkstörungen, teilweise können sogar Server zum Absturz gebracht werden.

## Weitere Features
Weitere Features von RUDY sind die Unterstützung für den SOCKet Secure (SOCKS)-Internetprotokoll-Proxy und die Sitzungspersistenz mit Cookies.